# Општина Гарков (Олт)
Гарков (рум. Gârcov) општина је у Румунији у округу Олт.
Oпштина се налази на надморској висини од 37 m.